# حرکت درمانی
حرکت درمانی «kinesiotherapy» یا ورزش درمانی، تنها روش مؤثر درمان برای برخی اختلالات و بیماری‌ها می‌باشد. در واقع امروزه به ورزش و حرکت درمانی به عنوان قسمتی یا بخشی از درمان بیماری‌ها و اختلالات نگاه می‌شود و گاهی مواقع هم ممکن است.
کمر درد، آرتروز مفاصل، چاقی، بیماری‌های قلبی، فشار خون، پوکی استخوان و اختلالات تنفسی، از جمله بیماری‌هایی است، که حرکت درمانی، نقش عمده‌ای در درمان پیشگیری آنها دارد.
همین‌طور امروزه، علاوه بر تأثیر ورزش بر روی بیماری‌ها و اختلالات جسمی، نقش و تأثیر ورزش، بر روی اختلالات روحی و روانی، همانند افسردگی هم تحت بررسی قرار گرفته‌است و طبق بعضی از تحقیقات و مطالعات، حرکت درمانی تأثیر مهمی در درمان و پیشگیری از اختلالات روحی و روانی داشته‌است.
بررسی و مطالعه پیرامون تأثیرات درمانی ورزش، یکی از مباحث نسبتاً جدید علمی است که توسط بسیاری از کارشناسان و متخصصین پیگیری می‌شود. به همین دلیل، در غالب کشورهای جهان، انستیتوهای ورزشی یا مراکز تحقیقاتی دیگر تأسیس گشته‌است و افراد علاقه‌مند در حال مطالعه و بررسی تأثیرات ورزش بر روی جنبه‌های مختلف زندگی انسان، به ویژه تأثیرات درمانی ورزش هستند و هر روز هم یافته‌های جدیدی در مورد نقش و تأثیر ورزش بر روی یکی از اختلالات و بیماری‌های انسان ارائه می‌گردد.